# 벤저민 무어 (기업)

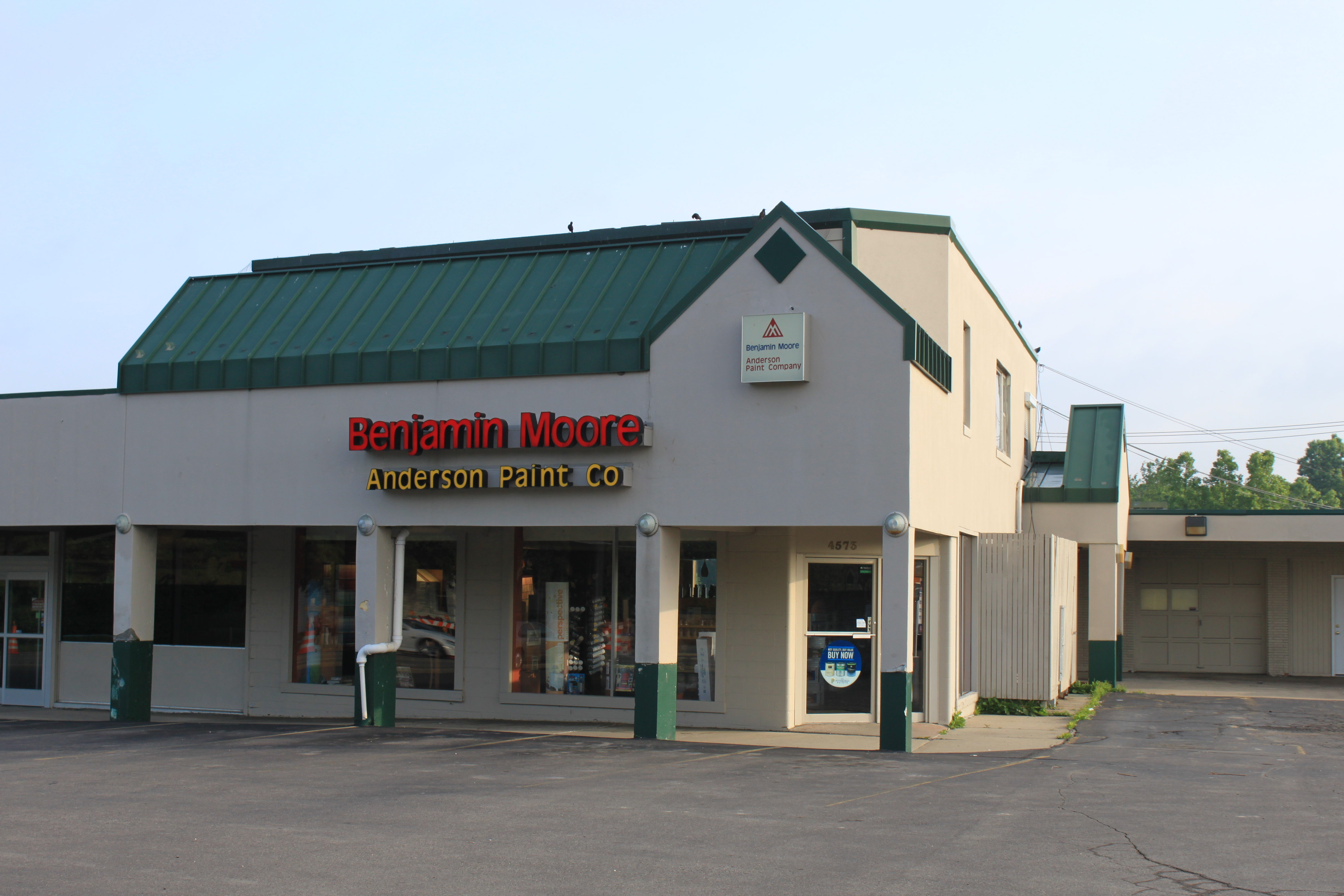
미국 앤아버에 있는 벤자민 무어 소매상점

벤자민 무어(Benjamin Moore & Co.)는 1883년에 설립된 미국의 친환경페인트 회사이다. 워렌 버핏의 버크셔 해서웨이 계열사로 본사는 미국 뉴욕에 있다.
미국의 인테리어 디자이너 및 건축가의 약 90%가 애용하고 있으며, 2016년 JD POWERS 설문조사 기관에서 조사결과 인테리어 페인트 & 익스테리어 스테인 부문 고객만족도 1위를 하였다.
미국 그린빌딩위원회 USGBC에서 친환경 건축자재로서 LEED (Leadership in Energy & Environmental Design) 인증을 획득한 친환경 페인트이다.